# Eurycyde arctica
Eurycyde arctica är en havsspindelart som beskrevs av Child, C.A. 1995. Eurycyde arctica ingår i släktet Eurycyde och familjen Ammotheidae. Inga underarter finns listade i Catalogue of Life.